# Csang-hszi
Csang-hszi (Changxi) istennő az ókori kínai mitológiában. A Hegyek és vizek könyve szerint Ti-csün (Dijun) három felesége közül az egyik, aki 12 Holdat szült neki, amelyeket megfürdet.

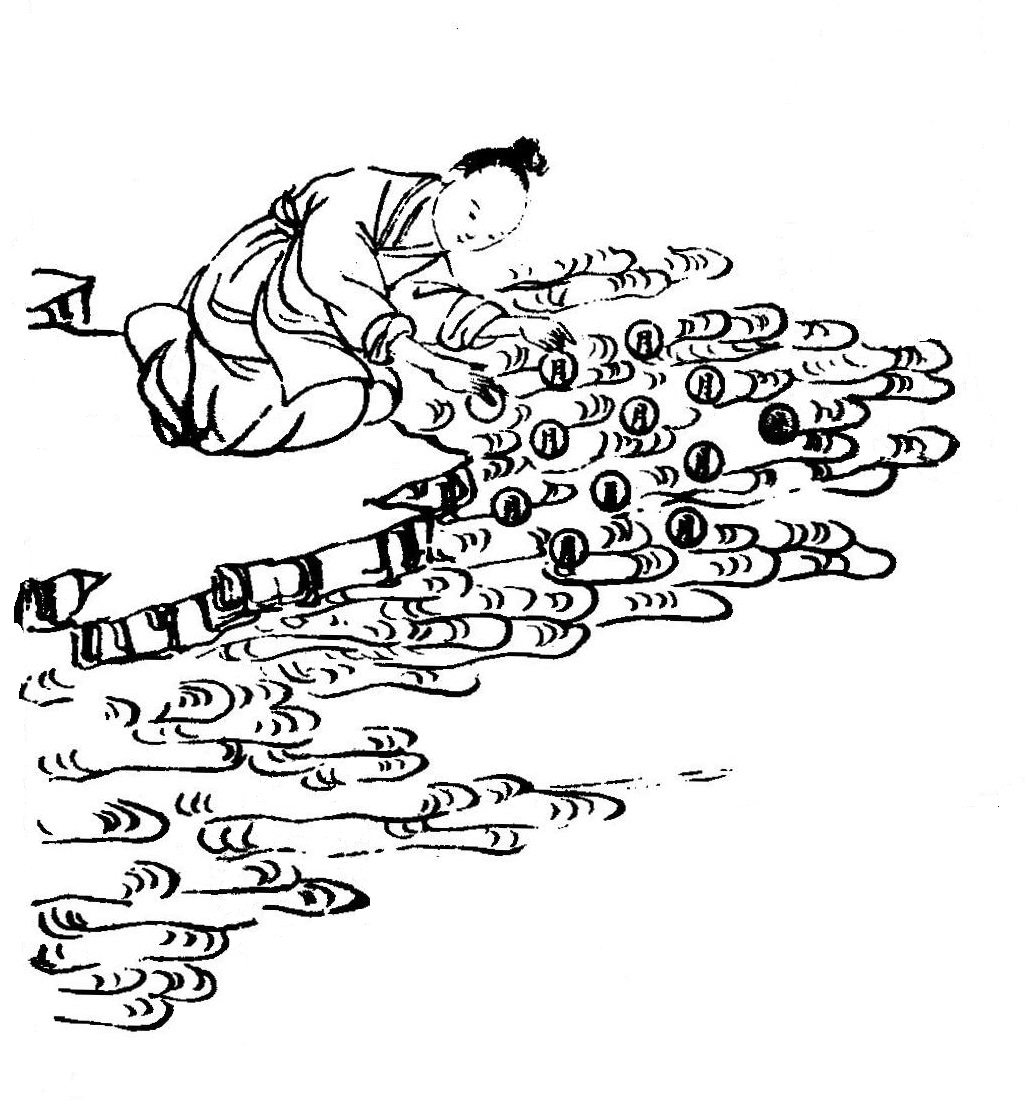
A 12 Holdat fürösztő Csang-hszi (Changxi) ábrázolása a Hegyek és vizek könyve egyik fametszetes illusztrációján

Későbbi legendaváltozatokban alakja összefonódik a Hold istennőjének Csang-o (Chang'e) alakjával.
A Vénusz egyik szurdokát (chasma) róla nevezték el.